# Eremophysa gracilis
Eremophysa gracilis är en fjärilsart som beskrevs av Brandt 1941. Eremophysa gracilis ingår i släktet Eremophysa och familjen nattflyn. Inga underarter finns listade i Catalogue of Life.